# Distichophyllum integerrimum
Distichophyllum integerrimum är en bladmossart som beskrevs av C. Müller 1902. Distichophyllum integerrimum ingår i släktet Distichophyllum och familjen Hookeriaceae. Inga underarter finns listade i Catalogue of Life.